# Macrocarpaea normae
Macrocarpaea normae är en gentianaväxtart som beskrevs av Jason Randall Grant. Macrocarpaea normae ingår i släktet Macrocarpaea och familjen gentianaväxter. Inga underarter finns listade i Catalogue of Life.